# 南洋一郎
南 洋一郎（みなみ よういちろう、1893年1月20日 - 1980年7月14日）は、日本の児童文学・冒険小説・ノンフィクション作家、翻訳家。教員としては東京府東京市牛込区余丁町尋常小学校などで訓導を務めた。

## 人物
東京府西多摩郡東秋留村（現在の東京都あきる野市）出身。本名は池田宜政（いけだ よしまさ）。南洋一郎以外にも荻江信正（おぎえ のぶまさ）などの筆名や本名を用い、数々の著作を発表した。
東京府青山師範学校（現・東京学芸大学）卒業。1915年にカトリックの洗礼を受ける。
12歳で父を亡くし、高等小学校卒業後、学校からの紹介で小石川の商家に住み込み奉公へ出る。働く合間に独学で学んでいたが、約1年で体調を崩してしまい、帰郷する。再び働くため、1907年（明治40年）、満鉄（南満州鉄道）に入社、給仕として働きながら、英語学校の夜間部で学ぶ。1910年、青山師範学校入学。1913年、師範学校を卒業、麻布で小学校教師となる。1917年、アテネ・フランセでフランス語・ラテン語を学ぶ。1924年（大正13年）、語学力を買われて、デンマーク・コペンハーゲンで開催されたジャンボリー（ボーイスカウト世界大会）に派遣される。1926年、デンマークでの体験を基にした「懐かしき丁抹の少年」（丁抹＝デンマーク）を本名で「少年倶楽部」誌に投稿、雑誌に掲載の運びとなり、教職の傍ら作家活動を開始する。この際編集部が名前を「池田宣政」と間違えたが、そのまま筆名として使用する。また同年結婚している。
作家生活初期は『少年倶楽部』に執筆する少年向け実話物語を中心に活動、池田宣政名義による感動実話『形見の万年筆』は、多くの教科書に収録されてきた他、池部良主演で映画化もされている。池田宣政名義では他に多数の偉人伝も発表している。
南名義では少年向け冒険小説を多数執筆、特に秘境冒険物を得意とした。1933年発行の代表作『吼える密林』（少年倶楽部連載）は、7年間で130回の重版が行われた戦前の大ベストセラーであった。
1935年、東京府東京市牛込区余丁町尋常小学校（現・新宿区立余丁町小学校）訓導を同校校長の退職勧告で自発的に退き、専業作家となった。
戦後も「バルーバの冒険」シリーズなど冒険小説や実話物語で活躍したが、特に、児童向けルパンとして愛されてきたポプラ社版「怪盗ルパン全集」の訳者として知られる。この全集はモーリス・ルブランの原作を、少年少女向けに大幅に改筆・圧縮した翻案作品として位置づけられている。
1958年（昭和33年）の刊行開始から、没年の1980年まで発行が続き、全30巻の大全集となった。冒険小説で鳴らした南の筆力もあって、筋立ての面白さでは評価が高く、児童書のロングセラーとなった。ルブラン原作のルパンものをほぼすべて収録しているが、最後の5巻はルブラン作品ではなく、ボアロー&ナルスジャックによるパスティーシュを原作としている。また第13巻『ピラミッドの秘密』のように、一部にルブラン作品を取り入れてはいるが（南自身は米国の古い少年雑誌への連載作品をもとに書き直したという主旨のことをポプラ文庫版のあとがきで記している）、ほぼ南によるパスティーシュと認定されている作品もあった。
このような大幅な編訳には松村喜雄のように「原作とはかけ離れたルパン像を読者に広めた」など、否定的な見方もある。しかし、フランス以外ではさほど知名度の高くないルパンが、日本ではシャーロック・ホームズに負けない有名キャラクターとなったのもこの全集あればこそ、との評価も根強い。
現在はパスティーシュを原作とするものや、ルブランによるルパンの登場しない作品を原作としたもの、極端な創作が加わったものなどを省いた20巻（後述）が、ポプラ社より文庫版、および新訂版として発行されている。
なお、これとは別に1969年から1970年にポプラ社から、池田宣政名義で「アルセーヌ・ルパン全集」（全20巻／上製箱入・ビニルダスタジャケット付）も刊行、こちらは「南版」より対象年齢の高い学生向に刊行されたこともあって、完訳版ではないものの、「南版」での改筆などはやや抑えられており、完訳版と「南版」の中間ともいえる訳文となっている。
1980年（昭和55年）3月、「怪盗ルパン全集」完結。完結を見届けるかのように、同年7月逝去。87歳没。逝去後に勲四等瑞宝章が追贈された（勲記は逝去当日日付）。

## 家系
遠祖は、尾張国戦国大名織田家臣・池田恒利の庶子である（恒利の嫡子は池田恒興）。
16世紀に越後長岡藩主牧野家の遠祖である牛久保城主牧野家を訪ねて家臣に加えられた。長岡入封後に切腹（殉死）した先祖を持つ（葬地は長岡市の普済寺に現存）。世禄は変遷があるが300石。祖父は越後長岡藩の中老職を勤めた。父は長岡家臣として北越戦争に従軍して敗北。

## 作品
特記の無い場合はポプラ社刊。

### 怪盗ルパン
1958年、当初は全12巻予定で刊行開始。第12巻刊行後、予定より増巻して全15巻として1961年に一旦完結。1971年から新全集の刊行開始、この時は巻数未定⇒全24巻⇒全25巻として順刊。既刊の15冊も1973年までに順次改訂される。1972年全25巻として完結するも、1974年から増巻、結局1980年、全30巻の大全集となって完結。
現行の「新訂 シリーズ怪盗ルパン」は全20巻とも文庫版が刊行されている。旧「怪盗ルパン全集」全30巻は★の付いた巻がポプラ社文庫に採録されている他、第1期1〜12・14・15巻がポプラ文庫クラシックで復刻されている。
| 怪盗ルパン全集 | 怪盗ルパン全集    | 新訂 シリーズ怪盗ルパン | 新訂 シリーズ怪盗ルパン | 発表年 | 備考 |
| -------------- | ----------------- | ----------------------- | ----------------------- | ------ | --- |
| 1              | 奇巌城★           | 4                       | 奇巌城                  | 1958年 | ポプラ文庫クラシック1巻。 |
| 2              | 怪盗紳士★         | 1                       | 怪盗紳士                | 1958年 | ポプラ文庫クラシック2巻。原作『怪盗紳士ルパン』から初版は短編6作、1973年改版以降は5作を収録。 |
| 3              | 8・1・3の謎★      | 6                       | 813の謎                 | 1958年 | ポプラ文庫クラシック3巻の復刻版は旧題のまま「8・1・3の謎」。 |
| 4              | 古塔の地下牢★     | 7                       | 古塔の地下牢            | 1958年 | ポプラ文庫クラシック4巻。 |
| 5              | 八つの犯罪★       | 13                      | 八つの犯罪              | 1958年 | ポプラ文庫クラシック5巻。 |
| 6              | 黄金三角★         | 10                      | 黄金三角                | 1958年 | ポプラ文庫クラシック6巻。 |
| 7              | 怪奇な家★         | 17                      | 怪奇な家                | 1958年 | ポプラ文庫クラシック7巻。 |
| 8              | 青い目の少女★     | 15                      | 緑の目の少女            | 1959年 | ポプラ文庫クラシック8巻の復刻版は新訂版に合わせ「緑の目の少女」に改題。 |
| 9              | 怪盗対名探偵★     | 3                       | ルパン対ホームズ        | 1959年 | ポプラ文庫クラシック9巻の復刻版は旧題のまま「怪盗対名探偵」。 |
| 10             | 七つの秘密★       | 8                       | 七つの秘密              | 1959年 | 初版（ポプラ文庫クラシック10巻底本）、1973年改版（ポプラ社文庫底本）、新訂シリーズで一部の収録作が異なる。原作の「ルパンの結婚」は題材が児童向きでないと判断されたためか未収録。                                   |
| 11             | 三十棺桶島★       | 11                      | 三十棺桶島              | 1959年 | ポプラ文庫クラシック11巻。 |
| 12             | 虎の牙★           | 12                      | 虎の牙                  | 1960年 | ポプラ文庫クラシック12巻。 |
| 13             | ピラミッドの秘密★ | -                       | -                       | 1961年 | 序盤は別の短編2作のトリックを流用しているが、大部分は南の二次創作（パスティーシュ）とみなされている。1973年改版以降は初版の第1章に当たる部分が『七つの秘密』へ編入。新訂シリーズ、ポプラ文庫クラシックには未収録。 |
| 14             | 消えた宝冠★       | 5                       | 消えた宝冠              | 1961年 | ポプラ文庫クラシック13巻。 |
| 15             | 魔女とルパン★     | 14                      | 魔女とルパン            | 1961年 | 第1期完結。ポプラ文庫クラシック14巻。 |
| 16             | 魔人と海賊王      | -                       | -                       | 1971年 | ルパンが登場しないルブラン作品のため新訂シリーズからは除外。 |
| 17             | ルパンの大冒険★   | 19                      | ルパンの大冒険          | 1971年 | |
| 18             | まぼろしの怪盗    | -                       | -                       | 1971年 | ルパンが登場しないルブラン作品の「血ぞめのロザリオ」も収録。表題作はルパンの登場する作品だが、新訂シリーズからは除外されている。                                                                                   |
| 19             | ルパンの大失敗★   | 2                       | ルパンの大失敗          | 1971年 | 第1期の『怪盗紳士』に収録されなかった短編4作を収録。 |
| 20             | 妖魔と女探偵      | -                       | -                       | 1971年 | ルパンが登場しないためルブラン作品のため新訂シリーズからは除外。 |
| 21             | ルパンの名探偵★   | 16                      | ルパンの名探偵          | 1972年 | 『七つの秘密』初版に収録されていた2編を含む。原作の「白い手袋…白いゲートル…」は題材が児童向きでないと判断されたためか未収録。                                                                                      |
| 22             | 悪魔の赤い輪      | -                       | -                       | 1972年 | ルパンが登場しないルブラン作品（映画「赤い輪」のノベライズ）のため新訂シリーズからは除外。 |
| 23             | ルパンと怪人★     | 18                      | ルパンと怪人            | 1972年 | |
| 24             | ルパン最後の冒険★ | 20                      | ルパン最後の冒険        | 1972年 | |
| 25             | ルパンの大作戦    | 9                       | ルパンの大作戦          | 1972年 | ルブラン原作分の最終巻。後半は原作でごくわずかだったルパンの登場機会が大幅に増加する改作が行われている。 |
| 26             | 悪魔のダイヤ      | -                       | -                       | 1974年 | ボワロー＝ナルスジャックが原作者の遺族公認で執筆した「新ルパン」の1巻。新訂シリーズからは除外。 |
| 27             | ルパンと時限爆弾  | -                       | -                       | 1974年 | ボワロー＝ナルスジャック作「新ルパン」の2巻。新訂シリーズからは除外。 |
| 28             | ルパン二つの顔    | -                       | -                       | 1976年 | ボワロー＝ナルスジャック作「新ルパン」の3巻。新訂シリーズからは除外。 |
| 29             | ルパンと殺人魔    | -                       | -                       | 1979年 | ボワロー＝ナルスジャック作「新ルパン」の4巻。同時収録の短編「女賊とルパン」は南の二次創作（パスティーシュ）とみられている。新訂シリーズからは除外。                                                                |
| 30             | ルパン危機一髪    | -                       | -                       | 1980年 | ボワロー＝ナルスジャック作「新ルパン」の最終巻で、唯一の日本語訳にして南の遺作。新訂シリーズからは除外。 |

アルセーヌ＝ルパン全集
池田宣政名義。全20巻。
1. ルパン対ホームズ
2. 8・1・3
3. ルパン三つの犯罪（原作は「8・1・3」の続編。邦題「続8・1・3」。フランス語版でも分冊となっているものは後半がこの題名で刊行されている）
4. 奇岩城
5. 悪魔のサイン（原作は「三十棺桶島」の前半）
6. 恐怖の島（原作は「三十棺桶島」の後半）
7. 怪盗紳士
8. 緑の目の少女
9. 怪奇な古屋敷
10. 黄金の三角形
11. 水晶の栓
12. 八点鐘
13. 虎の牙（原作は「虎の牙」の前半）
14. フロランスの秘密（原作は「虎の牙」の後半。フランス語版でも後半をこの題名(Don Luis Perenna et Le Secret de Florence)で出版している版がある）
15. バーネット探偵局
16. 七つの星の謎（原作は「カリオストロ伯爵夫人」）
17. 怪盗ルパンと魔女（原作は「カリオストロの復讐」）
18. ルパンの告白
19. 呪いの宝冠（原作は戯曲「アルセーヌ・ルパン」と英文版小説「アルセーヌ・ルパン」とにより編集したもの）。
20. 地底の黄金（原作は「バール･イ･ヴァ荘」）

世界名探偵シリーズ
- 怪盗ルパンの冒険 : 名探偵イジドール（世界名探偵シリーズ ; 1）ポプラ社、1973年[4] - 「奇巌城」を改題

### 冒険小説
- 吼える密林 （大日本雄辯會講談社、1933年）
- 決死の猛獸狩 （大日本雄辯會講談社、1937年）
- 緑の無人島 （大日本雄辯會講談社、1938年）
- 潜水艦銀龍號 （東京日日新聞社、1939年）
- 冒險探檢魔境の怪人 （誠文堂新光社、1939年）
- 南海の秘密境 （偕成社、1940年）
- 大アマゾンの秘密 （誠文堂新光社、1940年）
- 孤島の秘密 （偕成社、1940年）
- 密林の王者 （偕成社、1940年）
- ベンガル灣の巖牢 （壯年社、1940年）
- 海底機械化兵団 （1941年、機械化国防協会『機械化』連載）
- 新日本島 （同盟出版社、1941年）
- ソロモン島探險 （偕成社、1941年）
- 南十字星の下に （偕成社、1941年）
- 無敵艦隊 （興亞日本社、1942年）
- 鬪ふ少年飛行兵 （興亞日本社、1942年）
- 密林の日章旗 （偕成社、1943年）
- 水夫長平無人島漂流記 （偕成社、1943年）
- 海底戰艦 （興亞日本社、1944年）
- 海の白虎隊 （日の出書院、1944年）
- 片耳の魔豹 （偕成社、1947年）
- 謎の黄金島 （ともだち社、1947年）
- 魔海の彼方 （ともだち社、1947年）
- 大アマゾンの魔塔 （東光出版社、1947年）
- 魔海の黄金塔 （新日本文化協會、1947年）
- 孤島の怪賊 （まひる書房、1947年）
- 大密林の怪奇 （民衆書房、1947年）
- 大海賊の秘宝 （門野書店、1948年）
- 髑髏仮面 （ポプラ社、1948年）
- 岩上の怪人 （東雲堂新装社、1948年）
- 怪獣と魔神像 （日本正学館、1948年）
- 巨人バルーバー バルーバの冒険 （東雲堂新装社、1948年）
- 片眼の黄金獅子 バルーバの冒険 （東雲堂新装社、1948年）
- 空中魔城 （隆文堂、1948年）
- 魔海の秘宝 （妙義出版社、1948年）
- 魔神島 （偕成社、1948年）
- 魔城の鉄仮面 （ポプラ社、1948年）
- 密林の冒険王 （昭文社、1948年）
- 夜の猛獸狩 （東光出版社、1948年）
- 海洋冒險物語 （世界社、1948年）
- ケニヤの黒獅子 （東京眞友社、1948年）
- 海の兇賊黒星 （東光出版社、1948年）
- 北極の妖星 （東光出版社、1948年）
- 無人島の冒險 （自由書房、1948年）
- 大魔境の秘寶 （むさし書房、1948年）
- 密林の孤児 バルーバの冒険 （東雲堂新装社、1949年）
- 南洋一郎選集 1-9 （光文社 （痛快文庫）、1949年-1950年）
- 火地獄と氷地獄 （淡路書院、1949年）
- 魔境の大怪龍 （光文社 （痛快文庫）、1949年）
- シバの魔神像 （光文社、1949年）
- 鉄人バルーバー バルーバの冒険 （東雲堂新装社、1950年）
- 緑の金字塔 密林遠征の巻 （講談社、1950年）
- 氷海の冒険児 （ポプラ社、1950年）
- 密林の大怪船 （光文社、1950年）
- 魔境の黒豹（バルーバの冒険 第5巻） （東雲堂書店、1951年）
- 魔神の大殿堂 （むさし書房、1951年）
- 魔境の怪人 （新生閣、1951年）
- 密林の決闘 （新生閣、1951年）
- 宝石谷の恐怖 （新生閣、1951年）
- 地底の怪人 （新生閣、1951年）
- 海賊島の秘密 （妙義出版社、1951年）
- 獅子王の宝剣 （ポプラ社、1953年）
- 幽霊塔 （ポプラ社、1953年）
- 深海の魔城 （グリコ、1953年）
- 密林の凱歌 （グリコ、1953年）
- 怪人鉄塔 （ポプラ社、1954年）
- 謎の空中戦艦 （ポプラ社、1955年）
- 南洋一郎全集 1-13 （ポプラ社、1955年）